# Kermia pustulosum
Kermia pustulosum é uma espécie de gastrópode do gênero Kermia, pertencente a família Raphitomidae.